# Ögonhåla
Ögonhålor (latin: orbita, av latin orbis = cirkel) är de hålor i kraniet där ögonen är placerade. Hos människan är hålan ungefär 4 till 5 cm djup.
Ögonhålan bildas av sju ben:
- Pannben (Os frontale)
- Tårben (Os lacrimale)
- Överkäke (Maxilla)
- Okben (Os zygomaticum)
- Silben (Os ethmoidale)
- Gomben (Os palatinum)
- Kilben (Os sphenoidale)

I väggarna som begränsar ögonhålan finns flera öppningar för nerver, blodkärl och tårvätskan. En av de största öppningarna är Canalis opticus för synnerven och Arteria ophthalmica.